# Сельское поселение «Деревня Киреевское-Первое»
Сельское поселение «Деревня Киреевское-Первое» — муниципальное образование в составе Козельского района Калужской области России.
Административный центр — деревня Киреевское-Первое.

## История
Статус и границы сельского поселения «Деревня Киреевское-Первое» установлены Законом Калужской области № 7-ОЗ от 28 декабря 2004 года «Об установлении границ муниципальных образований, расположенных на территории административно-территориальных единиц „Бабынинский район“, „Боровский район“, „Дзержинский район“, „Жиздринский район“, „Жуковский район“, „Износковский район“, „Козельский район“, „Малоярославецкий район“, „Мосальский район“, „Ферзиковский район“, „Хвастовичский район“, „Город Калуга“, „Город Обнинск“ и наделении их статусом городского поселения, сельского поселения, городского округа, муниципального района».

## Состав
В поселение входят 13 населённых пунктов:
- деревня Киреевское-Первое
- деревня Грязна
- деревня Дракуны
- деревня Киреевское-Второе
- деревня Кленовка
- деревня Пальна
- деревня Поветкино
- деревня Покровка
- село Рогачи
- деревня Слаговищи
- деревня Хлыстово
- деревня Хряпкино
- деревня Юрино

## Население
| 2010 | 2012 | 2013 | 2014 | 2015 | 2016 | 2017 |
| ---- | ---- | ---- | ---- | ---- | ---- | ---- |
| 806  | ↘765 | ↘728 | ↘714 | ↘693 | ↘678 | ↘664 |
| 2018 | 2019 | 2020 | 2021 |      |      |      |
| ↘655 | ↘620 | ↘599 | ↘568 |      |      |      |